# Iglesia de San Antonio de Padua (Alpandeire)
La iglesia de San Antonio de Padua es un templo ubicado en el municipio malagueño de Alpandeire. Construido a mitad del siglo XVI y restaurado en el siglo XVIII, sus grandes dimensiones han hecho que se le conozca como la "Catedral de la Serranía".

## El edificio
Presenta planta basilical con tres naves. Se cubre con bóvedas de medio cañón y de aristas separándose las naves por arcos de medio punto sobre pilares. Las calles laterales de la fachada llevan dos campanarios octogonales con tejadillos de teja morisca. Cabe destacar que en el interior de la iglesia se encuentra la pila donde fue bautizado Fray Leopoldo de Alpandeire.
En los sótanos del interior tiene un cementerio antiguo, donde se encuentran dos cuerpos momificados, de un matrimonio que colaboró en su construcción.